# Ingvar Andersson
Carl Ingvar Andersson (19 mars 1899 - 14 octobre 1974) est un historien suédois et directeur des Archives nationales de Suède.
Andersson est professeur agrégé à l'Université de Lund de 1928 à 1938  et directeur des Archives nationales de 1950 à 1965. La plupart de ses recherches historiques se concentrent sur le XVIe siècle. Il écrit une biographie d'Eric XIV de Suède. En 1950, Andersson devient membre de l'Académie suédoise.